# Melita Norwood
Melita Stedman Norwood (née Sirnis; 25 de marzo de 1912 - 2 de junio de 2005) fue una funcionaria británica y una fuente de inteligencia de la KGB que, durante un período después de su reclutamiento formal en 1937, le proporcionó información clasificada. Trabajo en la Asociación Británica de Investigación de Metales No Ferrosos.

## Antecedentes
Melita Sirnis nació en el suburbio de Pokesdown en Bournemouth, como hija de Peter Alexander Sirnis, un letón, y Gertrude Stedman, una británica.  
Su padre produjo un periódico titulado The Southern Worker and Labor and Socialist Journal, que fue influenciado por la Revolución de octubre, y que publicó traducciones de obras de Lenin y Trotski. Su madre se unió al Partido Cooperativo. Melita asistió a la escuela secundaria Itchen. Luego estudió latín y lógica en la Universidad de Southampton, antes de abandonar después de un año y mudarse a Londres para conseguir un trabajo.

## Trayectoria
Desde 1932, se desempeñó como secretaria en la Asociación Británica de Investigación de Metales No Ferrosos. Hacia fines de 1935, se casó con Hilary Nussbaum, un profesor de química, sindicalista y comunista de ascendencia rusa. Después de que el Partido Laborista Independiente (ILP), del cual se había convertido en miembro a principios de la década, se dividió en 1936, Melita Norwood se afilió al Partido Comunista de Gran Bretaña (CPGB). Las autoridades del Reino Unido no tuvieron conocimiento de su afiliación a un partido hasta mucho después. El año anterior, Andrew Rothstein, un miembro destacado del CPGB, la recomendó al NKVD (precursor de la KGB) y se convirtió en agente de pleno derecho en 1937. En el mismo año, Norwood y su esposo compraron una casa adosada en el suburbio de Bexleyheath, en el sur de Londres; allí llevaron una vida aparentemente sin complicaciones juntos, y Melita Norwood continuaría viviendo allí hasta que ella tuviera 90 años.

### Espionaje
La actuación de Norwood como espía del NKVD comenzó a mediados de la década de 1930. Tres de sus miembros fueron arrestados en enero de 1938 y sentenciados a entre tres y seis años de prisión pero ella no fue detenida. Mientras tanto, una ola de purgas en Moscú llevó al NKVD a reducir sus actividades de espionaje en el extranjero, y los nuevos empleadores soviéticos de Norwood se convirtieron en el GRU, el Servicio de Inteligencia Militar en el Extranjero de la Unión Soviética. Uno de sus nombres en clave, fueron "Agente Hola".
Su posición como secretaria de G.L. Bailey, jefe de un departamento de la Asociación Británica de Investigación de Metales No Ferrosos, le permitió a Norwood pasar a sus superiores soviéticos, material relacionado con el proyecto británico de creación de armas atómicas, conocido en ese entonces como Tube Alloys.
En 1958 fue condecorada con la Orden de la Bandera Roja del Trabajo, de la Unión Soviética.
Los servicios de seguridad británicos finalmente identificaron a Norwood como un riesgo de seguridad en 1965, pero se abstuvieron de interrogarla para evitar revelar sus métodos. Se retiró en 1972. Su esposo murió en 1986, y en 1999 ella dijo que había desaprobado sus actividades como agente. Sus vecinos de Bexleyheath, conscientes de sus creencias de izquierda, reaccionaron con sorpresa, al igual que su hija, Anita, cuando fue descubierta como espía en 1999.

### Exposición
Las actividades de espionaje de Norwood fueron reveladas públicamente por primera vez por el antiguo archivero de la KGB, Vasili Mitrokhin, en el libro The Mitrokhin Archive: The KGB in Europe and the West (1999), coescrito por el historiador Christopher Andrew. 
Mitrokhin desertó en 1992, dando a las autoridades británicas seis cargas troncales de archivos de la KGB. Norwood era conocida por ser una simpatizante comunista, pero un informe separado en 1999 declaró que la inteligencia británica se dio cuenta de su importancia solo después de la deserción de Mitrokhin: para proteger otras investigaciones, se decidió no procesarla. Algunos han cuestionado la validez de la evidencia del archivo Mitrokhin. En el caso, Norwood nunca fue acusada de ningún delito y murió en 2005.  
Siendo una comunista comprometida, Melita Norwood dijo que no obtuvo beneficios materiales de sus actividades de espionaje. En una declaración en el momento de su exposición, dijo: "Hice lo que hice, no para ganar dinero, sino para ayudar a evitar la derrota de un nuevo sistema que, a un gran costo, le había dado a la gente común alimentos y tarifas que podría permitirse, una buena educación y un servicio de salud". Si bien dijo que generalmente no estaba "de acuerdo con espiar contra el país de uno", esperaba que sus acciones ayudarían a "Rusia a mantenerse al tanto de Gran Bretaña, Estados Unidos y Alemania".
En 2014, la publicación del archivo Mitrokhin sugirió que Norwood era más valorada por la KGB que Los cinco de Cambridge.

## En la cultura popular
En 2018 se estrenó una película inspirada en su vida, la cual estuvo protagonizada por Judi Dench y Sophie Cookson. Dirigida por Trevor Nunn, se estrenó en el Festival Internacional de Cine de Toronto de 2018.